# Serafina de San Geminiano
Serafina de San Geminiano (San Gimignano, 1238–ibídem, 12 de marzo de 1253), conocida también como Fina o Josefina, fue una joven que consagró su vida a Dios. Es venerada como santa por la Iglesia católica, y su memoria se celebra el 12 de marzo. Se la considera patrona de las personas con alguna discapacidad.

## Hagiografía
Su nombre, Serafina, proviene de Serafín, del griego śərāfîm, que significa "ser ardiente".
Fina nació en San Gimignano, en 1238. Era de una familia muy humilde del Ducado de Toscana, y aunque nunca superó su pobreza, se supo mantener con dignidad. Su linaje fue importante en la región, pero sus padres, Cambio Cardi e Imperia Cardi, cayeron en desgracia, y con ello perdieron su fortuna.
Era una joven muy bella, que vivía encerrada en su casa, orando y ayunando. Era también célebre su entrega a los más necesitados, aun siendo tan joven como era. También se le atribuye una salud muy frágil. A pesar de que nunca ingresó a alguna orden, vivió bajo la Regla de San Benito.

### Enfermedad
Su padre falleció cuando aún era una niña, y posteriormente contrajo una grave enfermedad, que la postró en cama cuando contaba con solo diez años, paralizándola totalmente, pasando la mayor parte de su vida sobre una tabla de madera de encina. Su cuerpo estaba llagado, pero nunca se impacientó. Todos los que acudían a visitarla para consolarla y ayudarla quedaban conmovidos de tanta resignación.

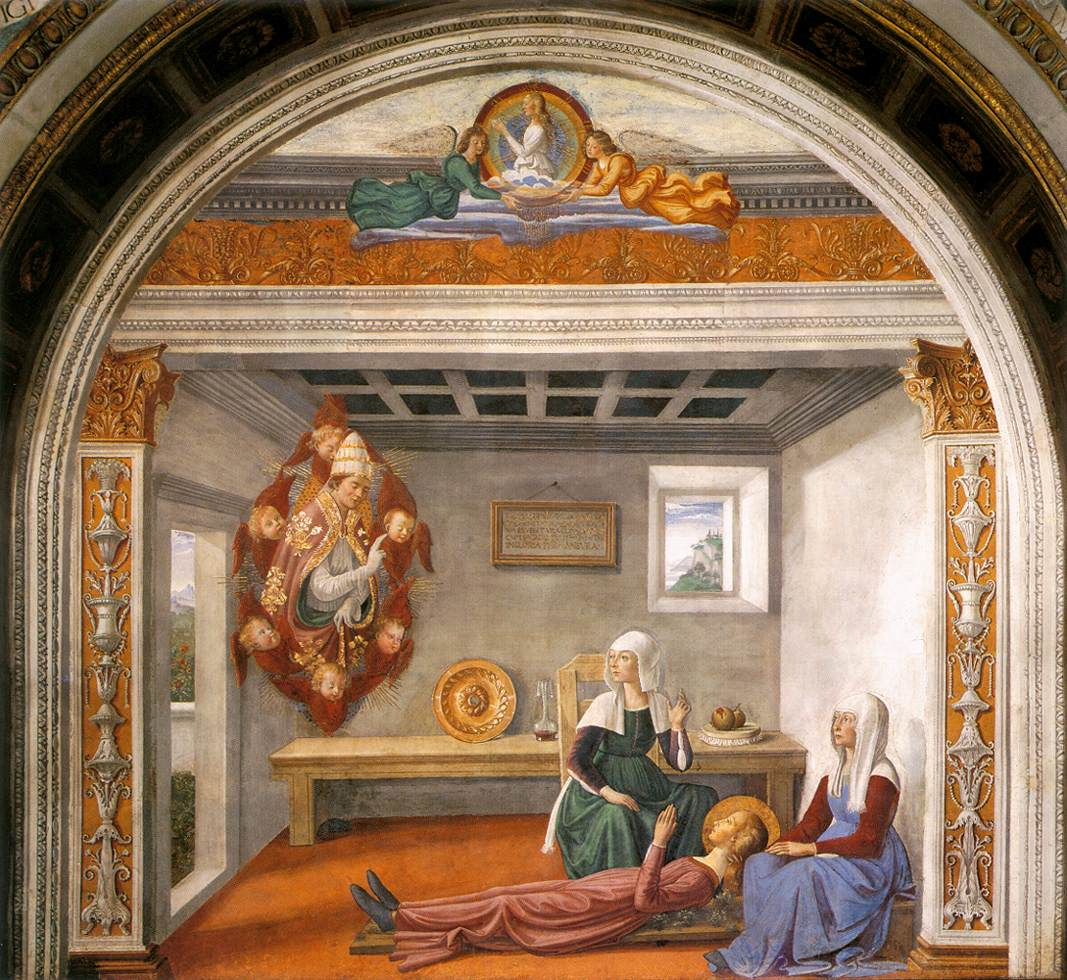
Anuncio de la muerte de Fina, por Ghirlandio

Lejos de desesperarse, sobrellevó con enorme entereza y con gran fe su grave dolencia. Fina murió el 12 de marzo de 1253, con quince años, en su natal San Gimignano.

### La leyenda de Gregorio Magno
Una leyenda afirma que, Gregorio Magno, papa de la Iglesia Católica, que también había padecido la enfermedad de Serafina, se le apareció en una visión, y le predijo la fecha de su muerte. Se supone que esto sucedió porque ella se encomendaba a su cuidado, porque desde hacía muchos siglos el papa era venerado como santo el mismo día que Fina falleció.

## Onomástico y culto público
El 4 de marzo de 1253, después de cinco años de sufrimiento soportando la dureza de la tabla donde yacía, estando sola, como de costumbre, se le apareció en su lúgubre estancia San Gregorio Magno a quien profesaba una gran devoción, quien le predijo su muerte el 12 de marzo de 1253, día de la festividad del Santo, como así sucedió y cuentan que el día de su fallecimiento las campanas sonaron solas. 
La gente la honró pronto como santa, debido a que se propagó la noticia de que se producían milagros en su tumba.

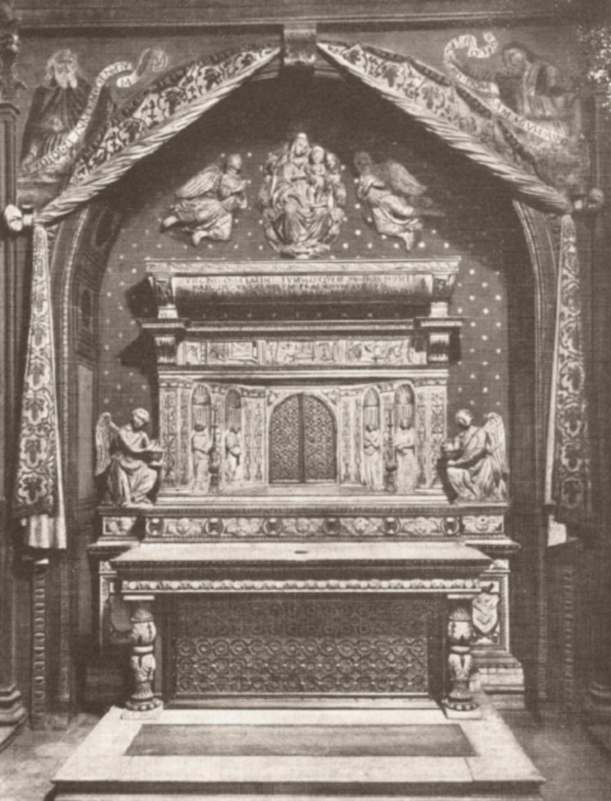
Benedetto da maiano, Altar de Santa Fina (1870)

El dominico Juan del Coppo escribió en el siglo XIV su biografía. El Hospital de Santa Fina, ubicado en San Gimignano, se llama así en honor a su nombre.

### Patronazgo[4]
Se le adjudica ser la patrona deː
- Personas en estado de discapacidad
- Personas con deficiencias físicas
- Hilanderos

También se le consagró como patrona de San Gimignano, en Italia.

### Atributos
Se la representa como una virgen portando violetas, o al lado de Gregorio Magno, o postrada en una tabla, como la que usó en su enfermedad.